# Luzula subcapitata
Luzula subcapitata är en tågväxtart som först beskrevs av Per Axel Rydberg, och fick sitt nu gällande namn av H.D.Harr. Luzula subcapitata ingår i Frylesläktet som ingår i familjen tågväxter. Inga underarter finns listade i Catalogue of Life.